# 索萨利托 (加利福尼亚州)
索萨利托（英語：Sausalito），是美国加利福尼亚州马林县下属的一个城市。于1893年9月4日建市。城市面积约为4.6平方公里，根据2010年美国人口普查，该市有人口7,061人。